# لاري ميشو
لاري ميشو (بالإنجليزية: Larry Micheaux)‏ مواليد 24 مارس 1960 في هيوستن، هو لاعب كرة سلة أمريكي معتزل. بدأ مسيرته الاحترافية في سنة 1983. تم اختياره من قبل فريق شيكاغو بولز خلال الدرافت. حمل الرقم 40. يبلغ طوله 6 قدم 9 بوصة (2.1 م). اعتزل اللعب في 1994.

## المسيرة الاحترافية
لعب مع سكرامنتو كينغز في موسم 1983–1984، ثم لعب مع ميلووكي باكز في سنة 1984، ثم لعب مع هيوستن روكتس في موسم 1984–1985، ثم لعب مع بالاكانسترو فاريزي في الدوري الإيطالي في موسم 1985–1986، ثم لعب مع ساسكي باسكونيا في الدوري الإسباني من سنة 1986 إلى 1990، ثم لعب مع فالنسيا باسكت من سنة 1990 إلى 1993، ثم لعب مع بيناس ويسكا في الدوري الإسباني في سنة 1994.

## روابط خارجية
- لاري ميشو على موقع إن بي أي (الإنجليزية)
- لاري ميشو على موقع سبورتس رفرنس (الإنجليزية)
- لاري ميشو على موقع الدوري الإسباني لكرة السلة (الإسبانية)
- لاري ميشو على موقع كلية كرة السلة في سبورتس رفرنس.كوم (الإنجليزية)
- لاري ميشو على موقع ريلجم (الإنجليزية)
- لاري ميشو على موقع بروبوليرز (الإنجليزية)
- لاري ميشو على موقع سبورتس رفرنس (الإنجليزية)